# Lynn Compton
Lynn Davis "Buck" Compton (Los Ángeles, California; 31 de diciembre de 1921 - Burlington, Washington; 25 de febrero de 2012) fue un juez del Tribunal de apelación del Estado de California, que se hizo famoso por ser el fiscal que acusó a Sirhan Sirhan en el juicio de asesinato de Robert F. Kennedy en 1968.
De 1946 a 1951, Compton perteneció al Departamento de Policía de Los Ángeles, California.
Durante la Segunda Guerra Mundial sirvió en la Compañía Easy, 2.° Batallón, 506.º Regimiento de Infantería de Paracaidistas, de la 101.ª División Aerotransportada del Ejército de los Estados Unidos. En la miniserie de HBO Band of Brothers, Compton fue representado por el actor Neal McDonough.

## Juventud
Compton fue un talentoso deportista, jugó béisbol para el equipo de béisbol de UCLA, siendo nominado All-American en la posición de receptor, y luego en el equipo de fútbol americano de la misma universidad que compitió en el Rose Bowl del 1 de enero de 1943.

## Servicio militar
Un mes después del Rose Bowl, Compton asistió a la Escuela de Candidatos a oficiales y realizó curso de salto en paracaídas en la escuela de Fort Benning durante tres meses. En diciembre de 1943, como teniente segundo, fue asignado a la Compañía Easy, 506.º Regimiento de Infantería Paracaidista de la 101.ª Aerotransportada. Junto con otros efectivos de las fuerzas aliadas, la Compañía Easy comenzó los preparativos para la invasión de Europa el 6 de junio de 1944.
Compton se mezcló con sus hombres y los suboficiales; pasando tiempo en conocerlos, haciendo amigos, el juego y compartir historias acerca de los deportes y la vida universitaria. Cuando fue relevado de sus funciones, caminó entre los hombres no como oficial, sino como un compañero de armas.
El 6 de junio de 1944, el Día D; la fecha fijada para la invasión. La División Airborne 101 salta en Normandía, Francia para capturar ciudades importantes en la materia. Muchos paracaidistas perdieron sus zonas de aterrizaje, o incluso nunca lograron a causa de la lluvia de fuego antiaéreo.
La primera tarea de la Compañía Easy, fue la de destruir cuatro baterías alemanas de 105 mm, que cañoneaban la Playa Utah. Con solo una escuadra bajo la dirección del Teniente Richard Winters, la Compañía Easy incapacitó los cuatro cañones de 105 mm, servidos por un pelotón de 50 o 60 alemanes, esta operación fue conocida como el Asalto a Brécourt Manor. En esta misión Compton fue condecorado con la Estrella de Plata por valentía en combate. Tácticas superiores les llevó a la victoria a pesar de su abrumadora oposición. Compton lanzó granadas con precisión, muy al estilo de béisbol. Su atletismo resultó ser valioso en el combate, siendo ascendido a teniente primero.
Más tarde, en septiembre de 1944, Compton recibió un disparo en el trasero, mientras participaba en la Operación Market Garden, un intento fallido de los aliados para aprovechar una serie de puentes en Holanda y cruzar el río Rin en Alemania para concluir la guerra en 1944.
Después de una recuperación parcial, Compton volvió a la Compañía Easy a tiempo para participar en Batalla de las Ardenas, la última y desesperada ofensiva alemana a principios de enero de 1945. La batalla fue terrible, los estadounidenses pasaron un mes en trincheras congeladas y con escasos pertrechos. Compton dejó la Compañía Easy por otra asignación.
De acuerdo con Band of Brothers, aunque aparentemente Compton fue evacuado por un grave pie de trinchera, su traslado se debió, en parte a fatiga de combate, que culminó cuando Buck fue testigo de que sus dos amigos más cercanos, Joe Toye y William Guarnere, ambos fueron mutilados por el fuego de artillería enemigo, cada uno perdió la pierna derecha.

## Postguerra
En 1946, Compton rechazó una oferta para jugar en Ligas Menores de Béisbol, eligiendo en su lugar la carrera de derecho. En octubre de 1947 Buck se casó con Donna Newman, la pareja adoptó dos niños. Asistió a la Escuela de Leyes Loyola en Los Ángeles, posteriormente se convirtió en un detective de la policía de Los Ángeles, División Central de Robos.
Se unió a la oficina del Fiscal del Distrito en 1951 como fiscal del distrito y fue promovido en 1964 a abogado en jefe del fiscal de distrito.
Durante su tiempo en la oficina del Fiscal de Distrito, se procesó y condenó con éxito a Sirhan Sirhan por el asesinato de senador Robert F. Kennedy. En 1970, el gobernador Ronald Reagan lo nombró Juez del Tribunal de Apelaciones de California. Se retiró en 1990, residiendo en el Estado de Washington. En 1994 Donna, la esposa de Buck falleció.
El 6 de mayo de 2008, Publicaciones Berkley publicó las memorias de Compton tituladas, Call of Duty: My Life before, during and after the Band of Brothers. (Mi llamado al deber: Mi vida antes, durante y después de la Banda de Hermanos, en español), esta obra fue escrita con Marcus Brotherton. Compton tiene dos hijos y cuatro nietos.

### Fallecimiento
En enero de 2012, Compton sufrió un ataque cardíaco y el 25 de febrero del mismo año falleció en el hogar de una hija suya en Burlington (Washington). Su mujer Donna había fallecido en 1994, a Compton le sobreviven dos hijas y cuatro nietos.